# 청구학원 쓰쿠바 중학교·고등학교
청구학원 쓰쿠바 중학교·고등학교(일본어: 青丘学院つくば中学校・高等学校)는 일본 이바라키현 이시오카시에 있는 재일 한국인이 설립한 사립 기숙형 중학교, 고등학교이다.

## 연혁
- 2014년 4월 1일 : 개교